# يان كيركي
يان كيركي (بالإنجليزية: Ian Kirke)‏ هو لاعب دوري الرغبي بريطاني، ولد في 26 ديسمبر 1981 في Hornsea ‏ في المملكة المتحدة.